# Junior Lecerf
William Junior Lecerf, né le 15 octobre 2002 à Hal, est un coureur cycliste belge, membre de l'équipe cycliste Soudal Quick-Step.

## Biographie
Natif de Hal dans la province du Brabant flamand et ayant longtemps habité en Wallonie, William Junior Lecerf a accompli sa scolarité en français et est parfaitement bilingue en français et néerlandais. Son père s'appelle aussi William d'où son prénom de William Junior. 

### Débuts en VTT et cyclo-cross
Il pratique initialement le VTT avant de se distinguer en cyclo-cross où il s'oppose notamment à Thibau Nys et Jetze Van Campenhout. En tant que junior, il obtient ses premiers points UCI dans la discipline en 2019.

### Junior et espoir en cyclisme sur route
Également coureur sur route, il intègre en 2021 le Club cycliste Étupes, dans le département du Doubs, suivant ainsi la recommandation de son sélectionneur Carlo Bomans de rejoindre une équipe française pour avoir plus d'opportunités de disputer des courses en montagne.
En 2022, membre de l’équipe Lotto-Soudal U23, il est présent sur le Tour d'Italie espoirs et y a un statut de leader en compagnie de Lennert Van Eetvelt. Il se classe quatrième du classement général. Ce résultat suscite l'intérêt de Patrick Lefevere, manager de l'équipe Quick-Step Alpha Vinyl, qui recrute le coureur au sein de son équipe réserve pour la saison 2023. En réaction, l'encadrement de Lotto-Soudal U23 refuse de laisser Lecerf participer au Tour de l'Avenir en sélection belge avec son matériel habituel. Patrick Lefevere intervient alors pour permettre au coureur d'obtenir un vélo. Lors de cette course, Lecerf est un temps porteur du maillot de meilleur jeune et a un rôle d'équipier pour Cian Uijtdebroeks, vainqueur du classement général.
En 2023, membre de la formation Soudal Quick-Step Devo, il se classe en début de saison troisième du Tour du Rwanda après avoir porté durant la course le maillot de leader. Il est également troisième de la Flèche ardennaise, huitième du Tour d'Italie espoirs, quatrième du Tour Alsace, cinquième du Tour de l'Avenir (avec l'équipe de Belgique) et remporte en fin de saison le Tour de Lombardie amateurs en battant au sprint l'Irlandais Archie Ryan,.

### Carrière professionnelle

#### Soudal Quick-Step (depuis fin 2023)

##### 2023
En août 2023, Soudal Quick-Step annonce son recrutement pour trois saisons à partir de 2024,. Toutefois, il participe déjà en fin de saison 2023 à des épreuves sous le maillot de l'équipe première Soudal Quick-Step et obtient notamment la onzième place du Tour du Piémont. Il est récompensé en fin de saison par le Vélo de cristal du meilleur jeune.

##### 2024
Il entame l'année 2024 en participant à l'AlUla Tour, une course à étapes en Arabie saoudite où il termine deuxième de la 5e et dernière étape ainsi que du classement général derrière Simon Yates. Il remporte le classement du meilleur jeune. Au Tour du Rwanda, il gagne le 21 février sa première course individuelle chez les professionnels lors de la 4e étape à Rubavu après avoir remporté avec son équipe le contre-la-montre inaugural à Kigali. Le lendemain, il termine deuxième de la 5e étape disputée en contre-la-montre individuel derrière Pierre Latour et s'empare du maillot de leader du classement général mais doit le céder le lendemain au sommet du Mont Kigali. Il termine ce Tour du Rwanda à la quatrième place du classement général. Il participe en mars au Tour de Catalogne et en avril au Tour du Pays basque, deux épreuves de l'UCI World Tour 2024. Il ne réalise aucun top 10 lors des arrivées mais termine ces deux courses à étapes en se classant respectivement septième et quatrième du classement du meilleur jeune.
En juin, il s'aligne sur le Tour de Suisse comme leader de son équipe. Cinq fois classé entre la 12e et la 23e place, il termine ce tour helvète à une encourageante 21e place au classement général, 10e au classement du meilleur jeune et comme premier Belge, devançant Maxim Van Gils et Cian Uijtdebroeks.
Le 17 août, il est au départ du Tour d'Espagne 2024, son premier Grand Tour, avec Mikel Landa comme leader d'équipe. Lors de la 10e étape au profil montagneux, il fait partie de la bonne échappée et termine à la quatrième place de l'étape remportée par Wout van Aert. Il termine le premier Grand Tour de sa jeune carrière à la 44e place et comme premier Belge.

##### 2025
Après quatre compétitions en Australie sans résultats probants, il se classe en février 2025 à la huitième place de la dernière étape au Jebel Hafeet et du classement général du Tour des Émirats arabes unis dominé par Tadej Pogačar. Il réalise ainsi son premier top 10 pour un résultat final d'une course de UCI World Tour. Il prend part au Tour de Catalogne avec Mikel Landa comme leader d'équipe. Concédant peu de temps aux meilleurs lors des étapes de montagne, il figure dans le top 10 du classement général pendant trois étapes avant de terminer à la 14e place. Au Tour de Romandie, il fait partie de la bonne échappée de la 2e étape où il se classe troisième ainsi que deuxième du classement général. Lors de la 4e étape, il limite les dégâts dans l'ascension vers Thyon 2000, bien aidé par son leader Remco Evenepoel, et termine cette course suisse à une belle 8e place au classement général. 
Ses performances sont moindres sur le Tour de Suisse où il se met au service d'Ilan Van Wilder. Il fait partie de l'échappée de la 7e étape mais est repris à une vingtaine de kilomètres de l'arrivée. En août, il remporte la 2e étape du Czech Tour à Dlouhé Stráně et endosse le maillot jaune du classement général. Lors de la 4e et dernière étape, il parvient à revenir in extremis sur Cian Uijtdebroeks et conserve sa première place du classement général, remportant ainsi sa première course à étapes chez les professionnels.

## Style
Mesurant 1,69 m pour un poids de 54 kg, William Junior Lecerf a un profil de grimpeur se destinant sans doute aux courses à étapes montagneuses voire aux classiques ardennaises et autres courses d'un jour avec relief.

## Palmarès sur route

### Par années
- 2023
  - Course de côte d'Herbeumont
  - Mémorial Igor Decraene (contre-la-montre)
  - Tour de Lombardie amateurs
  - 2e du Grand Prix Color Code
  - 3e du Tour du Rwanda
  - 3e de la Flèche ardennaise
- 2024
  - 4e étape du Tour du Rwanda
  - 2e de l'AlUla Tour
- 2025
  - Czech Tour
    - Classement général
    - 2e étape

  - 8e du Tour des Émirats arabes unis
  - 8e du Tour de Romandie

### Résultats sur les grands tours

#### Tour d'Espagne
1 participation
- 2024 : 44e

### Résultats sur les courses par étapes
Ce tableau présente les résultats de Junior Lecerf sur les courses par étapes de l'UCI World Tour hors Grands Tours auxquelles il a participé.
| Légende | Légende | Légende | Légende     | Légende | Légende     | Légende | Légende              | Légende | Légende       |
| ------- | ------- | ------- | ----------- | ------- | ----------- | ------- | -------------------- | ------- | ------------- |
| AB      | Abandon | HD      | Hors-délais | NP      | Non-partant | -       | Pas de participation | ×       | Pas d'épreuve |

| Année | Tour Down Under | Tour des Émirats arabes unis | Tour de Catalogne | Tour du Pays basque | Tour de Romandie | Tour de Suisse |
| ----- | --------------- | ---------------------------- | ----------------- | ------------------- | ---------------- | -------------- |
| 2024  | -               | -                            | 32e               | 25e                 | -                | 21e            |
| 2025  | 20e             | 8e                           | 14e               | -                   | 8e               | 53e            |

### Classements mondiaux
| Année                                 | 2022  | 2023 | 2024 |
| ------------------------------------- | ----- | ---- | ---- |
| Classement mondial                    | 1714e | 345e | 267e |
| UCI Europe Tour                       | 1124e | nc   | nc   |
|                                       |       |      |      |
| Légende : nc = non classéSource : UCI |       |      |      |

## Distinctions
- Vélo de cristal du meilleur jeune en 2023